# Carlos Cañal y Migolla
Carlos Cañal y Migolla (Sevilla, 3 de setembre de 1876 – Sanlúcar de Barrameda, 11 de setembre de 1938) va ser un advocat, arqueòleg i polític espanyol, ministre de Proveïments, ministre de Treball i ministre de Gracia i Justícia durant el regnat d'Alfons XIII.

## Trajectòria
Militant del Partit Conservador, obtindrà acta de diputat per la circumscripció de Sevilla en totes les eleccions celebrades entre les eleccions generals espanyoles de 1903 i les eleccions generals espanyoles de 1923 amb excepció de les 1905. Posteriorment tornarà a ser nomenat "Representant de l'Estat" a l'Assemblea Nacional Consultiva de Miguel Primo de Rivera en 1927.
Va ser ministre de Proveïments entre el 23 de juliol i el 28 de setembre de 1919 en un gabinet Sánchez Toca. Posteriorment serà el primer titular del ministeri de Treball en ocupar la cartera entre el 8 de maig de 1920 i el 13 de març de 1921 en un govern presidit per Eduardo Dato. Finalment seria ministre de Gracia i Justícia entre el 4 i el 7 de desembre de 1922 en un gabinet Sánchez Guerra.
El 1921 va ser el delegat d'Espanya en la Conferència Internacional del Treball que es va celebrar en Ginebra.
Va morir el 1938 a la seva finca de La Jara, a Sanlúcar de Barrameda.